# Antêmio
Procópio Antémio (português europeu) ou Procópio Antêmio (português brasileiro) (em latim: Procopius Anthemius Augustus; Constantinopla, c. 420 – Roma, 11 de julho de 472) foi imperador romano do Ocidente de 467 a 472.
Porventura o último imperador romano do Ocidente capaz, Antémio foi alçado ao trono do Ocidente pelo imperador romano do Oriente Leão I, o Trácio, com a missão de resolver os dois principais desafios militares enfrentados pelo Império Romano do Ocidente: os ressurgentes visigodos, sob o comando de Eurico, cujo domínio se estendia pelos Pirenéus; e os invictos vândalos, sob o comando de Genserico, pelo controlo indiscutível sobre as províncias do norte da África.
Antémio falhou na sua missão e foi assassinado pelo seu próprio general Flávio Ricimero de descendência gótica, que contestou o poder com ele.

## Primeiros anos
Procópio Antémio pertencia a uma família nobre, os Procópios, que produziu vários oficiais importantes, tanto civis como militares, ao Império Romano do Oriente. A sua mãe, Lucina, era filha do influente Flávio Antémio, prefeito pretoriano do Oriente (404-415) e cônsul em 405, e bisneta de Flávio Filipo, prefeito pretoriano do Oriente em 346. O seu pai era Procópio, Mestre dos soldados do Oriente de 422 a 424, descendente de Procópio, primo do imperador Juliano e usurpador contra o imperador Valente (365-366).
Nascido em Constantinopla, foi para Alexandria estudar na escola do filósofo neoplatônico Proclo; entre os seus colegas estavam Marcelino (mestre dos soldados e governador da Ilíria), Puseu (prefeito pretoriano do Oriente e cônsul em 467), Méssio Febo Severo (cônsul em 470 e Prefeito urbano) e Pamprépio (poeta pagão).
Em 453, casou-se com Márcia Eufêmia, filha do imperador bizantino Marciano (450–457); após o casamento foi elevado à categoria de conde dos assuntos militares e enviado para a fronteira do Danúbio com a tarefa de reconstruir as defesas fronteiriças, negligenciadas após a morte de Átila em 453. Em 454 foi chamado de volta a Constantinopla, onde recebeu o título de patrício em 454 ou 455 e tornou-se uma das duas mestre dos soldados ou mestre dos dois exércitos do Oriente. Em 455 recebeu a honra de ocupar o consulado com o imperador do Ocidente Valentiniano III como colega.
Esta sucessão de eventos honrosos – o casamento com a filha de Marciano; uma promoção a um importante posto militar, mas com tarefas administrativas e não militares; o prestigioso posto de patrício e a mais alta posição militar; o consulado mantido com um imperador como colega – sugere que Marciano havia selecionado Antémio como um possível candidato ao trono oriental ou ocidental. Esta hipótese é reforçada pelo facto de que o prestígio de Antémio enganou o historiador do século VI, João Malalas, a afirmar que Marciano havia realmente designado Antémio como Imperador do Ocidente depois de Ávito.
Ávito foi deposto em outubro de 456; é provável que Marciano considerasse Antémio como sucessor, mas o imperador oriental morreu em janeiro de 457 antes de escolher o seu colega. Portanto, ambos os impérios ficaram sem imperador, e o poder estava nas mãos dos generais ocidentais, Ricímero e Majoriano, e do mestre dos soldados do Oriente, o alano Áspar. Como Áspar não se podia sentar no trono devido à sua origem bárbara, opôs-se a Antémio, cujo prestígio o teria tornado independente e escolheu um oficial militar de baixa patente, Leão I, o Trácio; no Ocidente, como a origem bárbara de Ricímero o impediu de tomar o trono, foi Majoriano quem recebeu a púrpura.
Antémio permaneceu em serviço sob o novo imperador; como mestre dos soldados. A sua tarefa era defender o Império das populações bárbaras que pressionavam a sua fronteira. Por volta de 460, derrotou os ostrogodos de Valamiro na Ilíria. Durante o inverno de 466/467 derrotou um grupo de hunos, liderados por Hormidaco, que tinham atravessado o congelado rio Danúbio e estavam a saquear a região da Dácia. Os invasores conquistaram Sérdica e Antêmio cercou a cidade até que os famintos hunos decidiram aceitar o confronto numa batalha aberta; apesar da traição do seu comandante de cavalaria (um huno), Antémio liderou a sua infantaria à vitória, e quando Hormidaco ofereceu a sua rendição Antémio pediu que o desertor lhe fosse entregue.

## Ascensão ao trono
O recém-eleito imperador Romano do Oriente, Leão I, enfrentava um grande problema de relações exteriores: as incursões vândalas nas costas italianas por parte do rei Genserico. Após a morte de Líbio Severo em 465, o Ocidente deixou de ter imperador. Genserico tinha o seu próprio candidato, Olíbrio, que era seu parente devido ao facto de tanto Olíbrio como um filho de Genserico se casaram com as duas filhas do imperador Valentiniano III.
Com Olíbrio no trono, Genserico tornar-se-ia no verdadeiro poder por trás do trono do Império Ocidental. Leão, por outro lado, queria manter Genserico o mais longe possível da corte imperial em Ravena e tomou o seu tempo a escolher um sucessor para Severus. Para colocar Leão sob pressão, Genserico estendeu os seus ataques na Sicília e Itália aos territórios do Império do Oriente, saqueando e escravizando as pessoas que viviam na Ilíria, no Peloponeso e noutras partes da Grécia. Assim, Leão foi obrigado a agir.
A 25 de março de 467, Leão I, com o consentimento de Ricímero, designou Antémio Imperador do Ocidente como César e enviou-o para Itália com um exército liderado pelo mestre dos soldados da Ilíria, Marcelino. A 12 de abril, Antémio foi proclamado imperador na terceira ou décima segunda milha de Roma. A eleição de Antémio foi celebrada em Constantinopla com um panegírico de Dióscoro.
Ao escolher Antémio, Leão obteve três resultados: enviou para longe um potencial candidato ao trono do império do Oriente; impediu a tentativa de Genserico colocar um fantoche no trono ocidental; e colocou um general capaz e comprovado com um exército treinado em Itália, pronto para lutar contra os vândalos.

## Reinado

### Relação com o Império do Oriente
O reinado de Antémio caracterizou-se por uma boa relação diplomática com o Império do Oriente; por exemplo, Antémio é o último imperador ocidental a ser registado numa lei do império do Oriente. Ambos os tribunais colaboraram na escolha dos cônsules anuais, pois cada tribunal escolhia um cônsul e aceitava a escolha do outro. Antémio teve a honra de ocupar o consulado sine collega (sem colega) em 468, o seu primeiro ano como imperador, seguindo uma honra semelhante dada a Leão em 466. No ano seguinte, os dois cônsules seriam o filho de Antémio, Marciano, e o genro de Leo, Zenão (mais tarde sucessor de Leo ao trono bizantino).
A 470, os cônsules eram Méssio Febo Severo, um velho amigo de Antémio e colega de escola aquando dos estudos com Proclo, e o Mestre dos soldados do Oriente Flávio Jordanes. Em 471, ano no qual Leão manteve o seu quarto consulado com o prefeito pretoriano da Itália Célio Acônio Probiano como colega, os dois imperadores fortaleceram os seus laços com um casamento entre o filho de Antémio, Marciano, e a filha de Leão, Leôncia; Marciano foi homenageado com o seu segundo consulado no ano seguinte, desta vez escolhido pela corte oriental.
A política matrimonial de Antémio também incluiu o casamento da sua filha única, Alípia, e o poderoso mestre dos soldados Ricímero. O poeta Sidônio Apolinário chegou a Roma por ocasião do casamento no final de 467 e descreveu as celebrações em que estavam envolvidas todas as classes sociais; também insinua que Alípia pode não ter gostado do marido, um bárbaro.

### Campanhas contra os vândalos
Os vândalos eram o principal problema do Império Ocidental. No final de 467, Antémio organizou uma campanha do exército romano ocidental, provavelmente sob o comando de Marcelino, mas o resultado foi um fracasso: o mau tempo obrigou a frota romana a retornar à sua base antes de concluir a operação.
A 468, Leão I, Antémio e Marcelino organizaram uma grande operação contra o reino vândalo em África. O comandante-chefe da operação era o cunhado de Leão, Basilisco (que se tornaria imperador do Oriente sete anos depois). Uma frota composta por mais de mil navios foi reunida para transportar o exército combinado de forças do império Romano do Oriente, Ocidente e da região da Ilíria, e enquanto a maioria das despesas foi paga pelo Império do Oriente, Antémio e o tesouro ocidental também contribuíram para os custos. A frota acabou por ser derrotada na Batalha do Cabo Bon. Contudo, Marcelino acabou por ser morto nas mãos dos romanos no seu decorrer.
Leão decidiu assinar uma paz separada com Genserico. Antémio perdeu os seus aliados e, com o tesouro imperial quase esvaziado pela operação fracassada, renunciou a retomar a África. Em vez disso, concentrou-se no segundo problema que o seu Império enfrentava, mantendo sob o seu controlo as províncias ocidentais alvas da expansão visigótica.

### Campanhas contra os visigodos
Após a desastrosa campanha em África, Antémio virou-se para a reconquista da Gália, ocupada pelos visigodos sob o ambicioso rei Eurico, que havia explorado o fraco controlo romano causado pela instabilidade política. A esfera de influencial de Eurico separou também algumas províncias imperiais do resto do Império. Embora Arles e Marselha, na parte sul da Gália, ainda fossem governados pela corte ocidental, Arles encontrava-se isolada do resto do Império e era governada por Ecdício Ávito, filho do imperador Ávito, enquanto o território posteriormente incluído no chamado Domínio de Soissons estava localizado mais a norte.
A 470, Antémio recrutou bretões habitantes ou da Bretanha ou da Armórica para lutar contra Eurico. Os bretões, sob o comando do rei Riotamo, foram inicialmente bem-sucedidos e ocuparam Burges com cerca de doze mil homens. No entanto, quando entraram no núcleo do território visigodo, e tentaram conquistar Déols, foram superados em número e derrotados por um exército visigodo, sendo Riotamo forçado a fugir para os Burgúndios, um dos aliados dos romanos.
Antémio decidiu assumir as responsabilidades e decidiu atacar diretamente os visigodos. Reuniu, assim, um exército sob a liderança nominal do seu próprio filho, Antemíolo, mas, na verdade comandado pelos generais Torisarius, Everdingus e Hermianus. Antemíolo mudou-se de Arles e cruzou o rio Ródano, sendo, contudo, interceptado por Eurico, que derrotou e matou os generais romanos e saqueou a área.

### Assuntos internos e relacionamento com o Senado Romano
Enquanto África estava perdida e o controlo sobre as províncias ocidentais se encontrava instável, o poder de Antémio sobre Itália era ameaçado por oposição interna; Antémio era de origem grega, e havia sido escolhido pelo imperador oriental entre os membros da corte oriental, sendo ainda suspeito de ser pagão.  De acordo com Damáscio, Antémio e Méssio Febo Severo teriam um plano secreto para restaurar os cultos pagãos. O assassinato de Antémio (por Ricímero) destruiu as esperanças dos pagãos que acreditavam que os ritos tradicionais seriam restaurados.
A fim de obter o apoio da aristocracia senatorial, Antémio conferiu o título de patrício aos membros da classe governante italiana e gaulesa. Introduziu a prática, comum no Oriente, de até nomear civis para o posto de patrício, e honrou tantos membros da aristocracia com esse título que o próprio sofreu uma espécie de inflação. Entre os novos patricii havia senadores italianos, por exemplo, Romano e Méssio Febo Severo. Contudo, contra a prática comum, também nomeou senadores gauleses e até aristocratas sem carreiras notáveis, como Magnus Felix e o poeta gaulês Sidônio Apolinário.
Sidônio fora a Roma para trazer uma petição do seu povo; o seu contacto na corte, o cônsul Cecina Décio Basílio, sugeriu que compusesse um panegírico a ser executado no início do consulado de Antémio, a 1 de janeiro de 468. O imperador homenageou o poeta, conferindo-lhe o grau de patrício, o alto posto de Caput senatus, e até mesmo o cargo de Prefeito urbano de Roma, geralmente reservado a membros da aristocracia italiana. Sidônio foi tão influente que convenceu o imperador a comutar a pena de morte de Arvando, o prefeito pretoriano da Gália que se teria aliado aos visigodos.

### Cunhagem
O bom relacionamento entre os dois imperadores romanos foi uma boa notícia nos recentes assuntos entre as duas metades do Império Romano e foi usado na propaganda imperial. Antémio teve as suas zonas de cunhagem (em Mediolano, Ravenna e Roma) a emitir solidi a retratar os dois imperadores a dar as mãos numa demonstração de unidade.
Antémio restaurou a sua corte em Roma e, assim, essa casa da moeda tornou-se cada vez mais importante, ofuscando as outras duas.
Algumas moedas aparecem em nome da sua esposa Márcia Eufêmia; entre estas há um solidus a representar as duas imperatrizes nos tronos, provavelmente uma referência ao casamento de Alípia.

## Morte

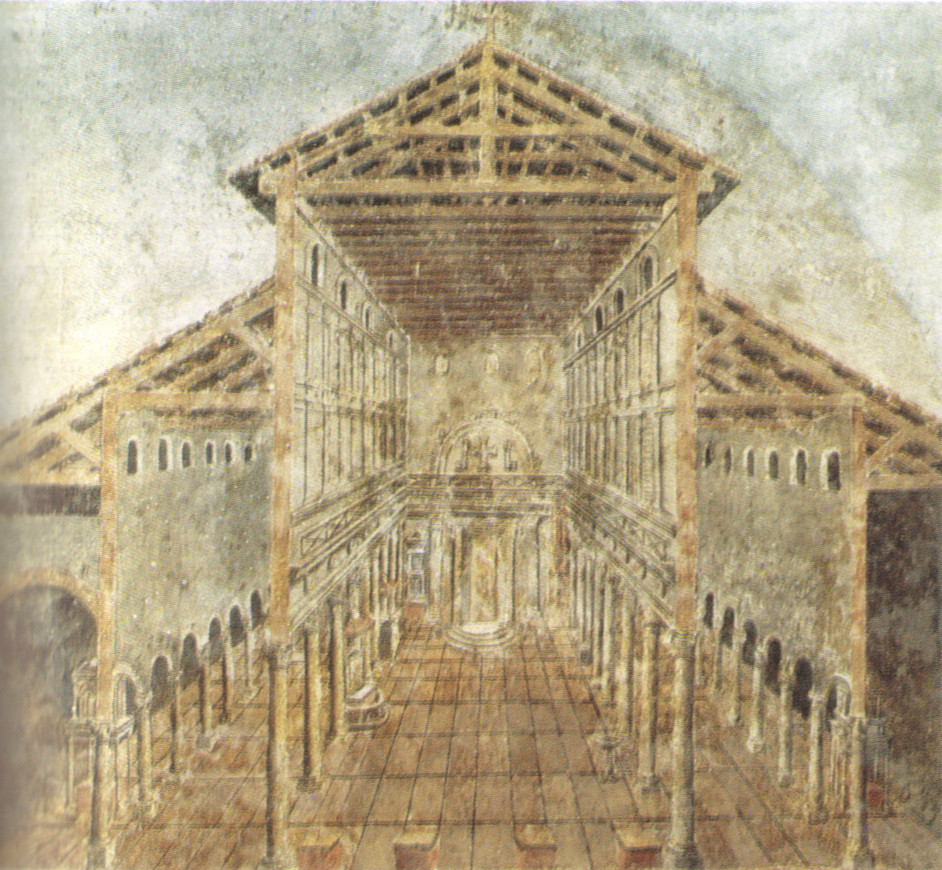
A Antiga Basílica de São Pedro, construída pelo imperador Constantino I, foi o refúgio de Antémio dos partidários de Ricímero em 472

A figura mais importante da corte ocidental era Ricímero, o poderoso Mestre dos soldados, que já tinha decidido o destino de vários imperadores no passado. O novo imperador, no entanto, tinha sido escolhido pela corte oriental e, apesar do vínculo do casamento entre Ricímero e a filha de Antémio, Alípia, estes não se encontravam em boas condições. O ponto de inflexão do seu relacionamento foi o julgamento de Romano, um senador italiano e patrício apoiado por Ricímero; Antémio acusou Romano de traição e condenou-o à morte em 470.
Ricímero reuniu cerca de 6 000 homens para a guerra contra os vândalos e, após a morte de Romano, mudou-se com os seus homens para o norte, deixando Antémio em Roma. Os partidários dos dois partidos travaram várias brigas, mas Ricímero e o imperador assinaram tréguas de um ano após a mediação de Epifânio, o bispo de Pavia.
No início de 472, a luta entre ambos renovou-se, e Antémio foi obrigado a fingir uma doença e a refugiar-se na Basílica de São Pedro. O imperador romano oriental, Leão, enviou Olíbrio para mediar entre Ricímero e Antémio, mas, de acordo com João Malalas, enviou uma carta secreta a Antémio, instando-o a matar Olíbrio. Ricímero intercetou a carta, mostrou-a a Olíbrio e proclamou-o imperador.
A luta tornou-se então numa guerra aberta. Antémio, com a aristocracia e o povo da cidade, enfrentou o mestre dos soldados gótico e as unidades bárbaras do exército, que incluía os homens de Odoacro. Ricímero bloqueou Antémio em Roma; cinco meses de luta se seguiram. Ricímero entrou na cidade e conseguiu separar o porto do Rio Tibre a partir do Palatino, matando de fome os apoiantes do imperador.
Ambos os lados apelaram ao exército na Gália, mas o Mestre dos soldados na Gália, o rei dos burgúndios Gundebaldo, apoiou o seu tio Ricímero. Antémio elevou Bilimer ao posto de Rector Galliarum e fê-lo entrar em Itália com o seu exército leal. Bilimer chegou a Roma, contudo morreu ao tentar impedir que Ricímero de entrar no centro da cidade pelo outro lado do Tibre, através da Ponte Élio em frente ao Mausoléu de Adriano.
Perdendo qualquer esperança de ajuda externa e pressionado pela escassez de alimentos, Antémio tentou reagrupar-se, mas os seus homens haviam sido derrotados com um número muito elevado de perdas. O imperador fugiu pela segunda vez para São Pedro (ou, segundo outras fontes, para Santa Maria em Trastevere), onde foi capturado e decapitado, seja por Gundebaldo ou por Ricímero, a 11 de julho de 472.